# NGC 6934
NGC 6934 (Caldwell 47) est un amas globulaire situé dans la constellation du Dauphin à environ 50 880 a.l. (15,6 kpc) du Soleil et à 41 750 a.l. (12,8 kpc) du centre de la Voie lactée. Il a été découvert par l'astronome germano-britannique William Herschel en 1785.

## Observation

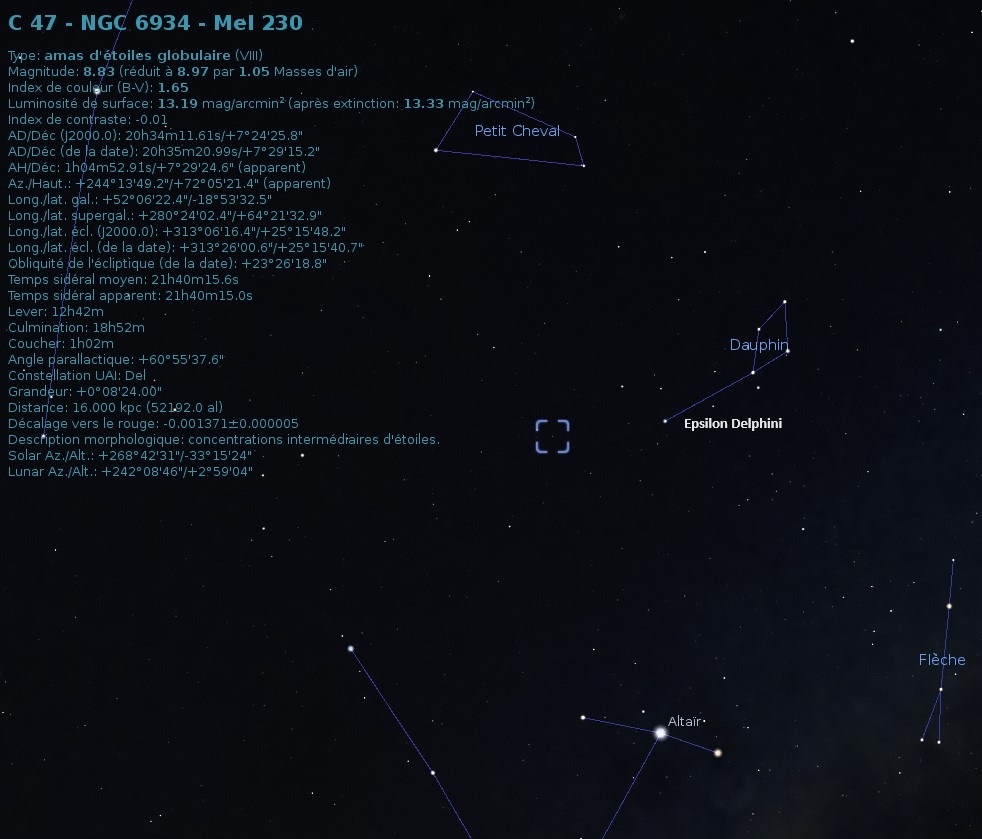
Localisation de NGC 6934 dans la constellation du Dauphin.

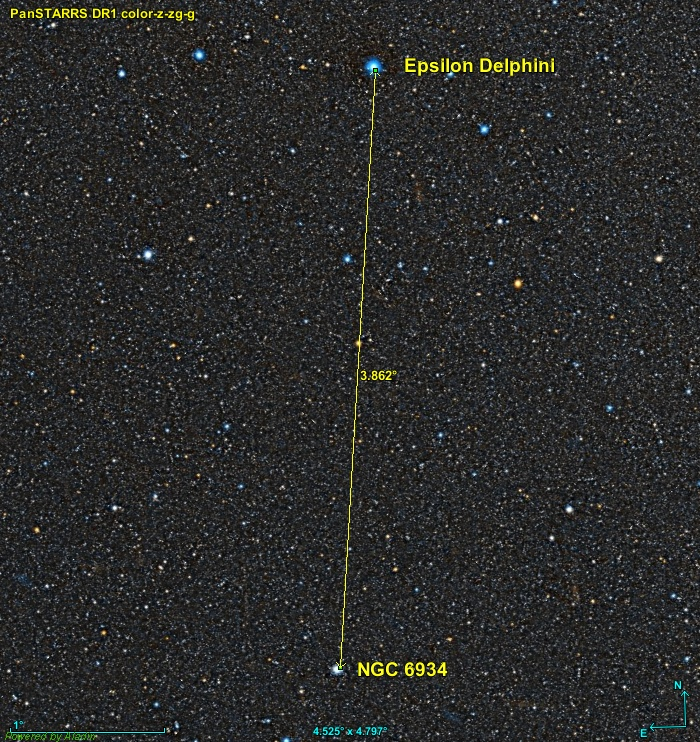
NGC 6934 est à environ 3,85 degrés presque directement au sud de l'étoile Epsilon Delphini.

Avec une magnitude visuelle apparente de 8,83, il faut utiliser un petit télescope pour l'observer.

## Caractéristiques

### Classe
La classe de concentration Shapley-Sawyer de NGC 6934 est VIII,, ce qui signifie que la concentration au centre est plutôt faible.

### Vitesse
La base de données Simbad indique deux mesures récentes presque identiques de la vitesse, soit −406,1 ± 0,5 km/s et −406,22 ± 0,73 km/s. L'amas s'approche donc de nous à une vitesse de 406 km/s.

### Métallicité, masse et âge
Selon une étude publiée en 2011 par J. Boyles et ses collègues, la métallicité [Fe/H] de l'amas globulaire NGC 6934 est égale à -1,47 et sa masse est égale à 295 000 {\displaystyle M_{\odot }}. Dans cette même étude, la distance de l'amas est estimée à environ 17,0 kpc (∼55 400 al). L'étude publiée par Forbes et Bridges indique une métallicité de -1,32. Une métallicité comprise entre -1,47 et -1,32 signifie que le pourcentage en éléments lourds (plus lourds que l'hydrogène et l'hélium) varie de 3,4%  à 4,8% (10-1,47 à 10-1,32) comparé à celui du Soleil.
Après le Big Bang, l'Univers étant surtout composé d'hydrogène et d'hélium, la métallicité était pratiquement nulle. L'univers s'est progressivement enrichi en métaux (éléments plus lourds que l'hélium) grâce à la synthèse de ceux-ci dans le cœur des étoiles. La métallicité des amas du halo de la Voie lactée varie d'un centième à un dixième de la métallicité solaire, ce qui signifie que ces amas se décomposent en deux sous-groupes, les relativement jeunes et les vieux. Selon sa métallicité, NGC 6934 serait donc un amas âgé et pauvre en métaux. Son âge est estimée à 11,14 milliards d'années par Forbes.

## Les étoiles de NGC 6934

### Étoiles variables
Des observations réalisées entre les années 1931-1934 avec le télescope de 72 pouces de l'observatoire fédéral d'astrophysique en Colombie-Britannique avaient permis de découvrir 51 étoiles variables. Les résultats de cette étude ont été publiés en 1938 par Helen Sawyer Hogg,.
Une étude réalisée au début des années 2000 par Kaluzny et al. indique la présence de 85 étoiles variables dans le champ de NGC 6934 dont 35 nouvelles, dont 24 de type RRab, 5 de type RRc, deux binaire à éclipses, une type SX Phoenici et trois variables d'autres types. Douze nouvelles étoiles variables se dont ajoutées vers la fin des années 2010, dont 4 de type RRab, 3 type SX Phoenici, deux de type W Virginis et trois étoiles variables semi-régulières.
La mise à jour des étoiles variables en 2018 par Christine M. Clement et ses collègues contient une liste de 98 objets dans le champ de NGC 6934.

## NGC 6934, un amas extragalactique
Certains amas stellaires qu'on identifie comme tels n'en sont pas vraiment. Ils proviennent de courants d'étoiles capturés à des galaxies naines ou il s'agit du noyau d'une galaxie absorbée par la Voie lactée (remnant nuclear star clusters (NSCs)). Par exemple M54 qui provient de la galaxie naine du Sagittaire ou Omega Centauri de la galaxie naine Gaïa-Encelade. NGC 6934 provient possiblement du flux d'Helmi (en).

## Galerie

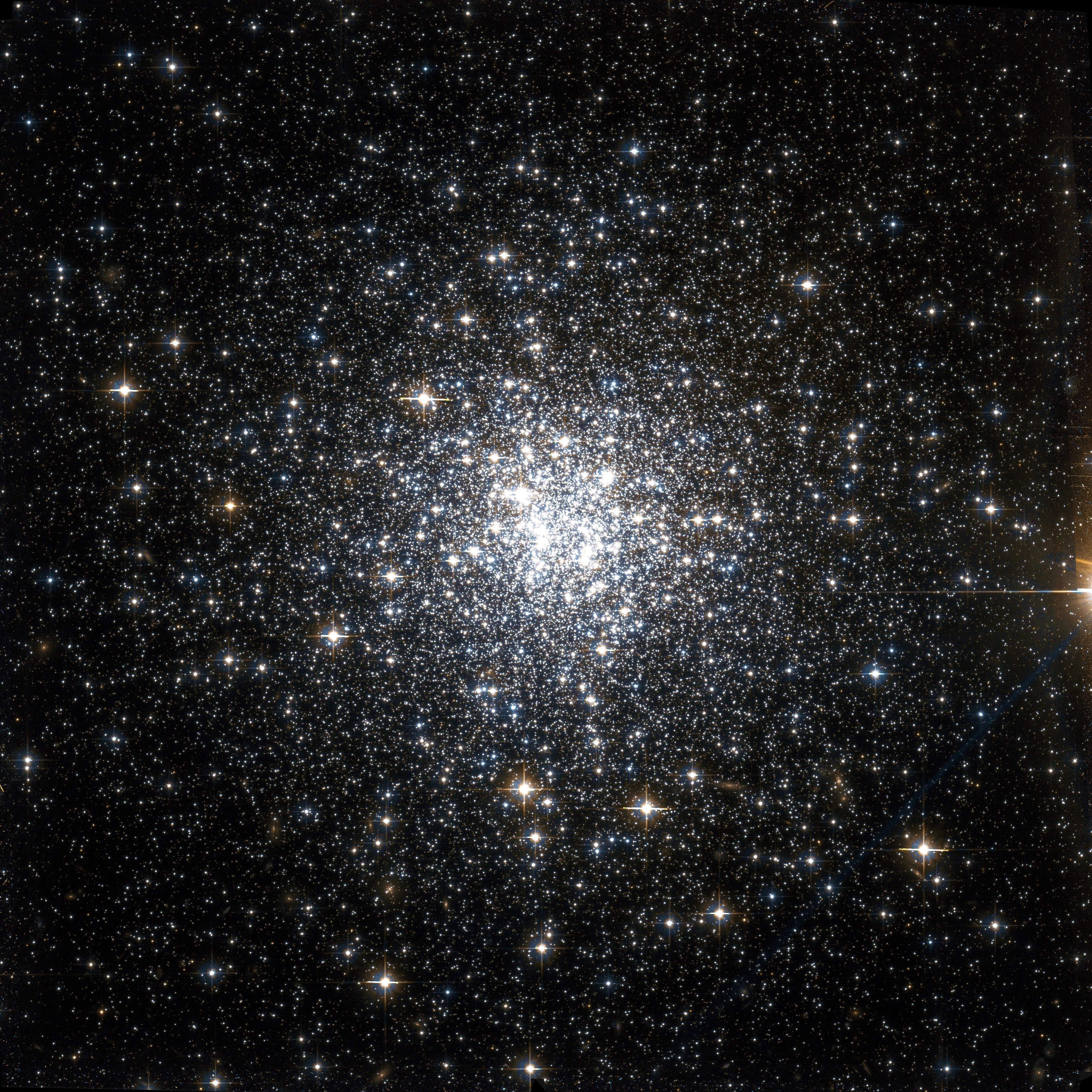
NGC 6934 par le télescope spatial Hubble.
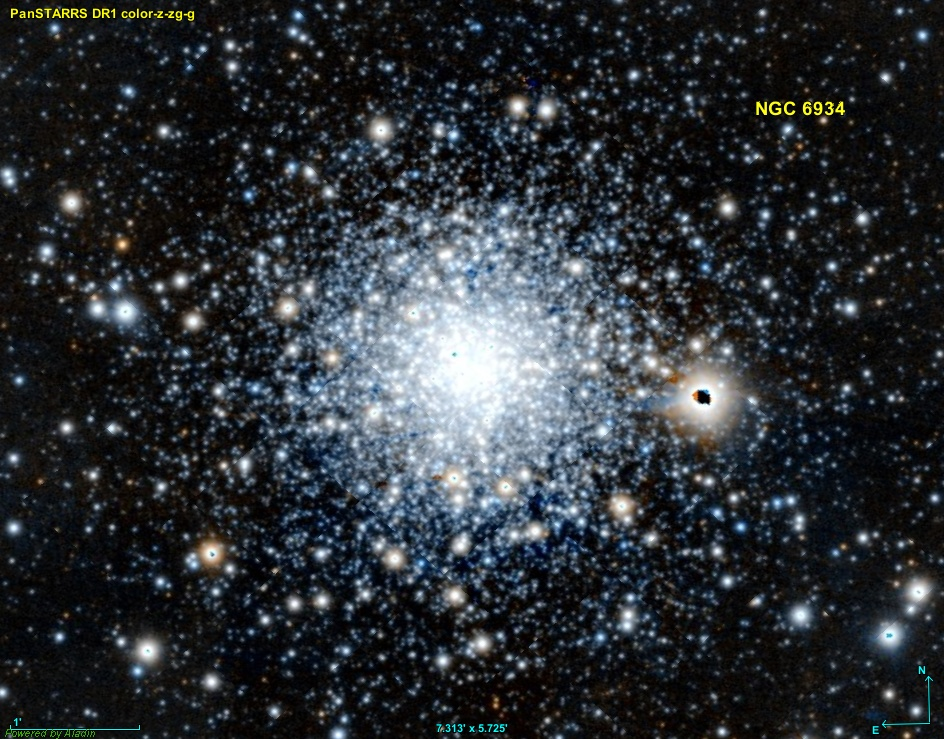
NGC 6934 par le relevé Pan-STARRS.